# Amstel Curaçao Race 2002
In 2002 werd de 1e editie verreden van de Amstel Curaçao Race. De wedstrijd werd gewonnen door de Nederlander Michael Boogerd. 

## Uitslag (top 10)
| rang | renner            | land               | ploeg            |
| ---- | ----------------- | ------------------ | ---------------- |
| 1    | Michael Boogerd   | Nederland          | Rabobank         |
| 2    | Paolo Bettini     | Italië             | Mapei-Quick Step |
| 3    | Stefan van Dijk   | Nederland          | Lotto - Adecco   |
| 4    | Igor Astarloa     | Spanje             | Saeco            |
| 5    | Davide Bramati    | Italië             | Mapei-Quick Step |
| 6    | Jakob Piil        | Denemarken         | Tiscali          |
| 7    | Andrea Tafi       | Italië             | Mapei-Quick Step |
| 8    | Emile Abraham     | Trinidad en Tobago | Nationaal Team   |
| 9    | Horace Mc Farlane | Jamaica            | Nationaal Team   |
| 10   | Elisha Greene     | Trinidad en Tobago | Nationaal Team   |